# Макаровка (Харьковская область)
Макаровка (укр. Макарівка) — село в Веселовском сельском совете Балаклейского района Харьковской области Украины.
Село ликвидировано в ? году.

## Географическое положение
Село Макаровка находится на расстоянии в 2 км от села Слабуновка.

## Происхождение названия
На территории Украины несколько населённых пунктов с названием Макаровка.

## История
- ? — село ликвидировано.